# Текиндор, Зеррин
Зеррин Текиндор (тур. Zerrin Tekindor; род. 5 августа 1964, Бурхание, Балыкесир) — турецкая актриса театра и кино, художница. Лауреат трёх театральных премий Afife. Известна ролями в сериалах «Запретная любовь» и «Север-Юг», а также биографическом фильме «Мусульманин» (2018).

## Биография

### Ранние годы и образование
Родилась 5 августа 1964 года в районе Бурхание провинции Балыкесир. Окончила театральное отделение Государственной консерватории Анкары при Университете Хаджеттепе (1985). Параллельно с театральной карьерой изучала живопись в Билкентском университете (1990—1994), где занималась в мастерских Халила Акдензиза, Мехмета Гюлерюза и Бедри Байкама.

### Карьера
Начала актёрскую карьеру в Аданском (1985—1987), затем в Анкарском государственных театрах (1987—2003). С 2003 года — актриса Стамбульского государственного театра.
Трёхкратный лауреат премии Afife за роли в спектаклях:
- «Ревизор» (2004)
- «Бог резни» (2010)
- «Кто боится Вирджинии Вулф?» (2014, постановка сына Хиры Текиндор)

В кино дебютировала в 2014 году («Очень скоро»).

### Личная жизнь
Была замужем за актёром Четином Текиндором (1987—1999), от которого родила сына Хиру (род. 1989), также ставшего актёром и режиссёром.